# Heckscher-Ohlinmodel
Het Heckscher-Ohlinmodel (H-O-model) is een wiskundig model van de internationale handel, dat in de jaren 1930 door de Zweedse, aan de Stockholm School of Economics verbonden economen Eli Heckscher en Bertil Ohlin werd ontwikkeld. 
Het Heckscher-Ohlinmodel is een verdere uitwerking van David Ricardo's theorie van het comparatieve voordeel, die poogt internationale handelsstromen te voorspellen aan de hand van de in een land aanwezige productiefactoren. Aan Ricardo's theorie voegt Heckscher-Ohlin de aannames van volkomen mededinging en volledige werkgelegenheid in beide handelende landen toe. Het kernpunt van dit model is dat een land producten zal exporteren die voortkomen uit de binnenlands ruimschoots aanwezige en goedkope productiefactoren, en producten zal importeren die geen beroep doen op binnenlandse schaarste (en dus relatief dure) productiefactoren.
Volgens Heckscher en Ohlin hebben de relatieve kostenverschillen te maken met enerzijds verschillen in de beschikbaarheid van productiefactoren en anderzijds met de factorintensiteit van een bepaalde economie: de mate waarin de activiteiten een beroep doen op de diverse productiefactoren. Hierbij is de schaarste van een factor (in de theorie kapitaal en arbeid) maatgevend. Op lange termijn zullen volgens het Heckscher-Ohlinmodel door de factorprijsegalisatie (factoren gaan van gebieden met weinig schaarste naar gebieden met veel schaarste) de verschillen tussen de gebieden verdwijnen en zo ook de internationale handel. 
Het Heckscher-Ohlinmodel werd voor het eerst empirisch getoetst door Wassily Leontief. Zijn resultaat was negatief; de discrepantie tussen Leontiefs bevindingen en de theoretische voorspellingen van Heckscher-Ohlin heet de Leontief-paradox. 